# Бронцоло
Бронцоло (итал. Bronzolo) је насеље у Италији у округу Болцано, региону Трентино-Јужни Тирол.
Према процени из 2011. у насељу је живело 2448 становника. Насеље се налази на надморској висини од 245 м.

## Становништво
| 1931. | 1936. | 1951. | 1961. | 1971. | 1981. | 1991. | 2001. | 2011. |
| ----- | ----- | ----- | ----- | ----- | ----- | ----- | ----- | ----- |
| 1.762 | 1.662 | 1.550 | 1.704 | 1.561 | 1.595 | 1.973 | 2.293 | 2.628 |